# Siviwe Soyizwapi
Siviwe Sonwabile "Shakes" Soyizwapi (7 de dezembro de 1992) é um jogador de rugby sul-africano, que joga na posição de fullback ou ponta.

## Carreira
Ele jogou pelo Border Bulldogs na Under-18 Academy Week em 2010, ganhando uma convocação para o time South African Under-18 High Performance antes de se juntar à Eastern Province Kings Academy. Ele jogou por eles no nível do Campeonato Provincial Sub-21 em 2012 e 2013, terminando a última competição como o maior artilheiro de try.
Em outubro de 2013, Soyizwapi foi convocado para um time de treinamento do Sevens da África do Sul antes do Dubai Sevens de 2013. Em novembro de 2015, ele se juntou ao time Sevens da África do Sul em um contrato de dois anos. Em dezembro de 2019, Soyizwapi foi capitão do time Blitzboks na World Rugby Sevens Series em Dubai. Ele liderou o time sul-africano de Sevens até a final contra o All Blacks Sevens, ganhando sua primeira medalha de ouro com uma vitória enfática por 15 a 0 em seu aniversário em 7 de dezembro.
Em 2022, ele fez parte da equipe sul-africana que conquistou sua segunda medalha de ouro nos Jogos da Commonwealth em Birmingham.